# أديل أديسون
أديل أديسون (بالإنجليزية: Adele Addison) هي مغنية أوبرا ومغنية أمريكية، ولدت في 24 يوليو 1925 في سبرينغفيلد في الولايات المتحدة.

## وصلات خارجية
- أديل أديسون على موقع IMDb (الإنجليزية)
- أديل أديسون على موقع ميوزك برينز (الإنجليزية)
- أديل أديسون على موقع أول ميوزيك (الإنجليزية)
- أديل أديسون على موقع أول ميوزيك (الإنجليزية)
- أديل أديسون على موقع ديسكوغز (الإنجليزية)